# Spermatozyt
Spermatozyten sind Vorläuferzellen der Spermien in der Spermatogenese. Man unterscheidet zwei Typen: Spermatozyt 1. und 2. Ordnung.
Spermatozyten I entstehen aus den Spermatogonien durch Eintritt in die erste Reifeteilung der Meiose. Dabei replizieren sie ihre DNA, so dass jedes Chromosom aus zwei Schwesterchromatiden besteht. Während der Prophase I der Meiose lagern sich diese aneinander und es kommt zum Austausch von Chromosomenteilstücken (Crossing-over).

Schema der Meiose

Durch die anschließende Vollendung der ersten Reifeteilung (Meiose I) entstehen aus dem Spermatozyten I zwei Tochterzellen, die Spermatozyten II, indem die homologen Chromosomenpaare getrennt werden. Sie sind nun deutlich kleiner als die Spermatozyten I und enthalten nach der Teilung nur noch die halbe Menge DNA. Spermatozyten des Typs II sind haploid, sie teilen sich im Rahmen der Spermiogenese (Endphase der Spermatogenese) durch die Meiose II weiter zu Spermatiden, welche die Vorläufer der eigentlichen Spermien sind. Während der Meiose II werden die Schwesterchromatiden getrennt. 
Verschiedene Gewebe, so auch das Hodengewebe, besitzen eine Form des Immunprivilegs.